# Ozarba khadrafica
Ozarba khadrafica är en fjärilsart som beskrevs av Edward P. Wiltshire 1980. Ozarba khadrafica ingår i släktet Ozarba och familjen nattflyn. Inga underarter finns listade i Catalogue of Life.